# Trichosurus johnstonii
Espèce
Trichosurus johnstonii est une espèce de marsupiaux de la famille des Phalangeridae.

## Distribution
Cette espèce est endémique d'Australie, elle se rencontre sur le plateau d'Atherton au Queensland.

## Publication originale
- Ramsay, 1888 : Notes on the fauna of the Bellenden-Ker Ranges. Proceedings of the Linnaean Society of New South Wales, ser. 2, vol. 3, p. 1295–1299.